# Il manifesto verde
Il manifesto verde (Das grüne Plakat) è un film muto del 1920 diretto da Wolfgang Neff.

## Produzione
Il film fu prodotto dalla Hegewald Film di Lipsia.

## Distribuzione
In Italia ottenne nel febbraio 1921 il visto di censura 15774 e venne distribuito dalla Boccolini e Quadri in una versione di 1331 metri.